# Jessica Livingston
Jessica Livingston (nacida en 1971) es una socia fundadora estadounidense de la firma de capital semilla Y Combinator y autora.

## Carrera
Livingston se graduó en 1989 de la Academia Phillips y obtuvo una licenciatura en inglés de la Universidad Bucknell.
Antes de fundar Y Combinator, Livingston fue la vicepresidenta de marketing en el Grupo Financiero Adams Harkness.
A principios de 2007, Livingston escribió Founders at Work: Stories of Startups' Early Days, una recopilación de entrevistas con famosos fundadores de startups, incluido Steve Wozniak.
En 2008, se casó con el cofundador de Y Combinator, Paul Graham.
Livingston es uno de los financiadores de OpenAI, una empresa con fines de lucro dirigida al desarrollo seguro de la inteligencia general artificial. Sam Altman, actual CEO de OpenAI, atribuye a Livingston un papel esencial en la transformación de Y Combinator en un ecosistema de startups.